# Agrotis bromeana
Agrotis bromeana là một loài bướm đêm trong họ Noctuidae.